# Géraldine Lapalus
Pour les articles homonymes, voir Lapalus.
Géraldine Lapalus, née le 8 novembre 1979 à Marseille, dans les Bouches-du-Rhône, est une comédienne et mannequin française.

## Biographie
Géraldine Betty Claude Lapalus naît le 8 novembre 1979 à Marseille, dans les Bouches-du-Rhône.

### Carrière
Passionnée par la comédie, enfant, elle monte des petits spectacles avec ses amis. À dix-sept ans, elle commence une carrière de mannequin. En parallèle, elle continue ses études et obtient son bac STT et son BTS Action Commerciale.
En 2001, elle intègre l'agence de Marc Fiszman. Géraldine Lapalus obtient au bout de quelques semaines l’un des rôles principaux du sitcom Le Groupe,. Pendant les tournages de la série, qui ont duré sept mois, elle est « coachée » par Nathalie Grown. La série comptabilise soixante-huit épisodes.
Elle suit des cours de théâtre dans l’école du Studio Pygmalion à Paris et en 2006 au Cours Florent. Elle participe à un épisode de la série Sous le soleil en 2002 et tourne dans des courts et moyens métrages. En 2004, elle apparaît dans un épisode de la série Le Camarguais sur France 3 puis, l’année suivante, participe à plusieurs épisodes de Plus belle la vie où elle joue les rôles de la secrétaire de Livia, dans deux épisodes, puis d’Élodie, dans deux autres épisodes.
La même année, Géraldine Lapalus devient animatrice de télévision. Elle tourne l’émission Sportez-vous bien et anime la météo sur La chaîne Marseille. En 2006, elle obtient le rôle d'Amandine dans la série Camping Paradis sur TF1, qu’elle tourne dans les gorges du Verdon avec Laurent Ournac, Princess Erika et Jennifer Lauret. En parallèle elle continue le mannequinat et pose pour la campagne mondiale Œnobiol solaire et visage. Souhaitant continuer à perfectionner son jeu de comédienne, elle intègre fin août 2006 le Cours Florent pour un stage.
Le début de l'année 2007 est marquée par son premier contrat notable en tant qu'animatrice télé, quand le groupe M6 fait appel à elle pour animer l'émission musicale quotidienne en direct Clip'in Live sur W9. Quelques semaines plus tard, elle est appelée pour co-animer en direct aux côtés d'Alexandre Delpérier l'émission Star Six Music, sur M6 cette fois-ci. En mai, la production de SOS 18, la série de France 3, l'engage pour tenir un rôle dans la cinquième saison de la série. Le tournage, qui a lieu durant l'été à Angoulême, est suivi quelques semaines plus tard, toujours dans la même région, par celui de Camping Paradis. On peut aussi la voir la même année dans les clips d'Akhenaton, Soprano et Chiens de paille. En 2008, après être apparue dans deux épisodes de la série Cinq Sœurs sur France 2, elle commence les tournages de la saison 6 de SOS 18 avec le rôle récurrent d'Ariane et ceux de la nouvelle série de M6 Pas de secrets entre nous, dans laquelle elle joue Laura dans 17 épisodes. Elle participe également au tournage de la saison 3 de Camping Paradis, réalisée par Philippe Proteau.
En 2009, elle tourne dans la série Comprendre et pardonner pour M6 ainsi que dans quatre nouveaux épisodes de Camping paradis.
De 2010 à 2016, elle tourne six épisodes par saison de Camping Paradis.
En 2015, en parallèle des tournages de Camping Paradis, elle obtient le rôle de Lucie, l'épouse du héros Paul, interprété par Florian Hessique dans la courte série humoristique « À votre service » pour la chaîne MCE.
En 2018, elle fait sa première apparition au cinéma dans le film La Légende dans lequel elle joue le rôle féminin principal aux côtés de Florian Hessique.
Géraldine Lapalus participe un certain nombre de fois à Fort Boyard. Lors d'un tournage, elle rencontre le champion du monde de football Adil Rami. Elle devient emblématique de l'émission lors de la célèbre épreuve du spa à laquelle elle participe.
Candidate sur la liste LR aux élections municipales 2020 à Marseille (19e sur la liste des VIe-VIIIe arrondissements), son domicile est perquisitionné le 15 juin 2020, dans le cadre d'une enquête sur des soupçons de procurations frauduleuses.
Entre 2022 et 2023, Géraldine Lapalus est en tournée avec Patrick Préjean pour la pièce de théâtre Tsunami de Jean-Michel Wanger et Olivier-Martial Thieffin.
En 2021, elle tourne dans le film de Pierre Francois Martin Laval « Jeff Panacloc » qui sort pour Noël 2023.
Elle est en tournée pour la pièce de théâtre Un avenir radieux de Manu Rui Silva et mise en scène par Olivier Macé entre septembre 2023 et mars 2025,.

### Vie personnelle
Géraldine épouse, en 2012, Julien Sassano avec qui elle est en couple depuis juin 2001. Ils ont une fille, June, née le 9 mars 2013,,. Elle a une sœur, Amélie Zorzetto, également mannequin et comédienne, et un frère, Cyprien Lapalus, auteur, compositeur et interprète dans deux groupes et comédien.

## Filmographie

### Cinéma
- 2018 : La Légende de Florian Hessique : Laure.
- 2023 : Jeff Panacloc : À la poursuite de Jean-Marc de Pierre-François Martin-Laval : Maman Rémi

### Télévision
- 2001 - 2002 : Le Groupe : Géraldine
- 2002 : Sous le soleil : Conception
- 2004 : Le Camarguais : Déborah
- 2005 : Plus belle la vie : la secrétaire de Livia, puis Élodie
- 2006 - 2016, 2018 & 2025 : Camping Paradis : Amandine Joubert (saisons 1 à 7, invitée saisons 8, 10 et 16)
- 2007 - 2008 : SOS 18 : Ariane
- 2008 : Cinq Sœurs : Louise Morel
- 2008 : Pas de secrets entre nous : Laura
- 2009 : Comprendre et pardonner : Alice
- 2015 - 2017 : À votre service : Lucie

### Court métrage
- 2003 : Une vie en l'air
- 2005 : Voyou
- 2012 : Riviera, la guerre des casinos

### Publicités
- 2003 : Sveltesse
- 2008 : Sveltesse Fruitas, La Pac Production
- Pasino, réalisé par M. Saliva

### Clips
- 2004 : Stratégie d'un pion de IAM par Didier D. Daarwin
- 2006 : Soldats de fortune d'Akhenaton par Didier D. Daarwin
- 2006 : Aux derniers mots des Chiens de paille par Didier D. Daarwin
- 2009 : Prête de Me and my Monday réalisé par Thierry Esteves Pinto

## Théâtre
- 2021-2022 : Tsunami de Jean-Michel Wanger et Olivier-Martial Thieffin, mise en scène d'Olivier Macé, tournée.
- 2023-2025 : Un avenir radieux d'Elodie Wallace et Manu Rui Silva, mise en scène d'Olivier Macé, tournée [16].

## Émissions de télévision

### Animatrice de télévision
- 2005 : Sportez-vous biens sur LCM
- 2005 - 2006 : Météo sur LCM
- 2007 : Clip'in Live sur W9
- 2007 : Star Six Music avec Alexandre Delpérier sur M6

### Participations aux jeux télévisés
- 2016-2017 : Vendredi tout est permis sur TF1
- 2017-2018 : Stars sous hypnose sur TF1
- 2017-2019 : Fort Boyard sur France 2
- 2021 : Boyard Land sur France 2
- 2023 : Messmer, le record du monde sur TF1 [17]

## Mannequinat
- Été 2007 : Oenobiol solaire et visage
- Printemps - Été 2007 & Automne - Hiver 2007 : Brigitte Saget
- Banana Moon
- BMW
- Adidas
- Les P'tites Bombes
- Intersport
- Oxbow
- Van Cleef & Arpels
- NJ Création